# WTCC i Marocko 2010

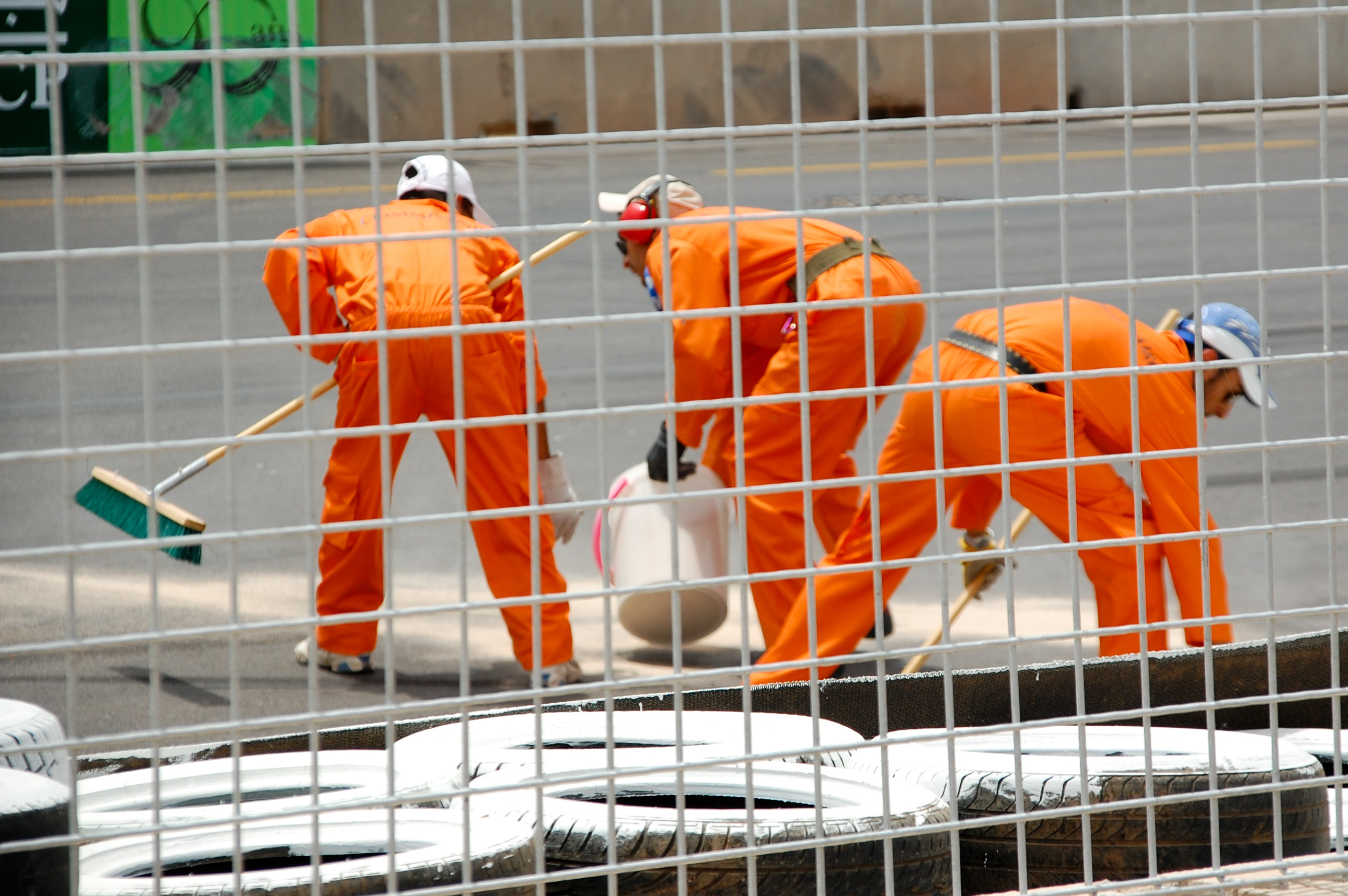
Hela helgen gick funktionärsarbetet mycket långsamt. Här sanerar de banan.

FIA WTCC Race of Morocco 2010 stod för den andra tävlingshelgen på den sjätte säsongen av FIA:s världsmästerskap i standardvagnsracing, World Touring Car Championship. Deltävlingarna kördes den 2 maj på Marrakech Street Circuit. FIA Formula Two Championship kördes som ett supportrace till WTCC.

## Inför
Efter knappt två månaders uppehåll från tävlandet i WTCC kom den andra deltävlingshelgen igång. Mexiko, som var tänkt att bli den andra helgen, ställdes in på grund av oroligheter i landet som kunde vara farligt för förare, team och publik.
Yvan Muller och Gabriele Tarquini kom till banan som delade mästerskapsledare, efter att ha vunnit var sitt race i Brasilien. Ismaïl Sbaï från Marocko var med och körde på hemmaplan med en Chevrolet Lacetti. Även Youssaf El Marnissi var anmäld, men han kraschade under fredagsträningen och kom aldrig till start.

## Kvalet
I Q1 var Norbert Michelisz snabbast, men han kraschade i slutet av Q1 och kunde därför inte starta i Q2. Pole position togs istället av Gabriele Tarquini.
| P. | Nr | Förare            | Bilmärke          | Team                        | Klass | Tid Q1   | Tid Q2    | Avstånd Q2 |
| -- | -- | ----------------- | ----------------- | --------------------------- | ----- | -------- | --------- | ---------- |
| 1  | 1  | Gabriele Tarquini | SEAT León TDi     | SR-Sport                    | M     | 1:46,626 | 1:45,830  | +0,000     |
| 2  | 7  | Robert Huff       | Chevrolet Cruze   | Chevrolet WTCC              | M     | 1:46,662 | 1:46,364  | +0,534     |
| 3  | 4  | Jordi Gené        | SEAT León TDi     | SR-Sport                    | M     | 1:46,675 | 1:46,375  | +0,545     |
| 4  | 3  | Tiago Monteiro    | SEAT León TDi     | SR-Sport                    | M     | 1:47,601 | 1:46,696  | +0,866     |
| 5  | 6  | Yvan Muller       | Chevrolet Cruze   | Chevrolet WTCC              | M     | 1:46,891 | 1:46,705  | +0,875     |
| 6  | 17 | Michel Nykjær     | SEAT León TDi     | SUNRED Engineering          | M RC  | 1:46,942 | 1:46,751  | +0,921     |
| 7  | 2  | Tom Coronel       | SEAT León TDi     | SR-Sport                    | M     | 1:47,139 | 1:47,044  | +1,214     |
| 8  | 18 | Fredy Barth       | SEAT León TDi     | SUNRED Engineering          | M RC  | 1:46,899 | 1:48,027  | +2,197     |
| 9  | 15 | Franz Engstler    | BMW 320si         | Liqui Moly Team Engstler    | IT    | 1:47,541 | 1:48,994  | +3,164     |
| 10 | 5  | Norbert Michelisz | SEAT León TDi     | Zengõ-Denison Motorsport    | M RC  | 1:46,437 | ingen tid | -          |
| 11 | 10 | Augusto Farfus    | BMW 320si         | BMW Team RBM                | M     | 1:47,161 |           |            |
| 12 | 11 | Andy Priaulx      | BMW 320si         | BMW Team RBM                | M     | 1:47,752 |           |            |
| 13 | 8  | Alain Menu        | Chevrolet Cruze   | Chevrolet WTCC              | M     | 1:47,761 |           |            |
| 14 | 26 | Stefano D'Aste    | BMW 320si         | Scuderia Proteam Motorsport | IT    | 1:48,242 |           |            |
| 15 | 25 | Sergio Hernández  | BMW 320si         | Scuderia Proteam Motorsport | IT    | 1:48,556 |           |            |
| 16 | 21 | Mehdi Bennani     | BMW 320si         | Wiechers-Sport              | IT RC | 1:48,854 |           |            |
| 17 | 19 | Harry Vaulkhard   | Chevrolet Lacetti | bamboo-engineering          | IT RC | 1:49,028 |           |            |
| 18 | 20 | Darryl O'Young    | Chevrolet Lacetti | bamboo-engineering          | IT RC | 1:49,028 |           |            |
| 19 | 16 | Andrei Romanov    | BMW 320si         | Liqui Moly Team Engstler    | IT    | 1:51,014 |           |            |
| 20 | 30 | Ismaïl Sbaï       | Chevrolet Lacetti | Maurer Motorsport           | IT    | 1:53,195 |           |            |

## Race 1
Stefano D'Aste och Andrei Romanov hade bytt motorer och flyttades därför ned till att starta näst sist respektive sist. När den flygande starten skulle gå tyckte tävlingsledningen att det var lite för rörigt i fältet, eftersom förarna inte höll sina positioner ordentligt. Därför släppte man inte iväg bilarna, utan tog ett extra formationsvarv, men varven började ändå ticka uppåt. Nästa försök lyckades inte heller, men på tredje försöket släpptes bilarna iväg. Det blev en ganska så vårdad start, men in i andra kurvan krokade Michel Nykjær och Jordi Gené i varandra och gick rakt fram i kurvan. De kom lätt iväg, men tappade ett antal placeringar var.
Fredy Barth tog sig upp till tredjeplats. Stefano D'Aste fick problem med bilen och tvingades bryta. 
På det fjärde varvet började Barth leta efter luckor på tvåan Robert Huff, samtidigt som Tom Coronel satte snabbaste varv. På det femte varvet råkade Barth stöta till Huff, som fick en rejäl sladd, in i en chikan. Huff lyckades styra upp bilen, vilket visade hans otroliga körskicklighet. Barth blev tvungen att gena över chikanen, men passerades ändå av Tiago Monteiro. Senare på varvet öppnades Andy Priaulxs framdörr på höger sida i kamp med Alain Menu, men den stängdes igen. Priaulx blev efter det hårt uppvaktad av Menu.
På det sjätte varvet var Monteiro uppe jämsides med Huff på en raksträcka, men lyckades inte passera då han hade utsidan i kurvan efter. Ledaren Gabriele Tarquini hade fått en stor lucka ned till de bakomvarande förare. Monteiro fortsatte ivrigt med att hitta omkörningsmöjligheter på Huff. Fredy Barth satte snabbaste varv. Andrei Romanov bröt efter att ha snurrat och slagit i muren. När han skulle gå ur bilen glömde han koppla bort radiosladden och var då tvungen att gå tillbaka till bilen för att dra ur den. Safety Car togs ut på banan, men alldeles för sent för alla bilar hade redan passerat. 
Ismaïl Sbaï, som läckte olja vilken troligtvis var det som gjorde att Romanov snurrade, snurrade själv (troligtvis i sin egen olja). Ett varv lades till och inte så lång tid efter det lades ännu ett varv till. Detta hjälpte inte, då Romanovs bärgning tog något kolossalt lång tid, så det blev målgång bakom Safety Car med Gabriele Tarquini som segrare. När racet var slut hade ännu inte Romanovs bil bärgats.
| P. | Nr | Av. | Förare            | Bilmärke          | Team                        | Klass | Tid               | Poäng | Poäng IT | Poäng RC |
| -- | -- | --- | ----------------- | ----------------- | --------------------------- | ----- | ----------------- | ----- | -------- | -------- |
| 1  | 1  | →   | Gabriele Tarquini | SEAT León TDi     | SR-Sport                    | M     | 32:12,815         | 25    |          |          |
| 2  | 7  | →   | Robert Huff       | Chevrolet Cruze   | Chevrolet WTCC              | M     | +1,117            | 18    |          |          |
| 3  | 3  | ↑1  | Tiago Monteiro    | SEAT León TDi     | SR-Sport                    | M     | +1,792            | 15    |          |          |
| 4  | 18 | ↑4  | Fredy Barth       | SEAT León TDi     | SUNRED Engineering          | M RC  | +2,436            | 12    |          | 10       |
| 5  | 2  | ↑2  | Tom Coronel       | SEAT León TDi     | SR-Sport                    | M     | +3,513            | 10    |          |          |
| 6  | 6  | ↓1  | Yvan Muller       | Chevrolet Cruze   | Chevrolet WTCC              | M     | +5,615            | 8     |          |          |
| 7  | 5  | ↑3  | Norbert Michelisz | SEAT León TDi     | Zengõ-Denison Motorsport    | M RC  | +7,900            | 6     |          | 8        |
| 8  | 11 | ↑4  | Andy Priaulx      | BMW 320si         | BMW Team RBM                | M     | +8,892            | 4     |          |          |
| 9  | 8  | ↑4  | Alain Menu        | Chevrolet Cruze   | Chevrolet WTCC              | M     | +10,113           | 2     |          |          |
| 10 | 10 | ↑1  | Augusto Farfus    | BMW 320si         | BMW Team RBM                | M     | +11,959           | 1     |          |          |
| 11 | 17 | ↓5  | Michel Nykjær     | SEAT León TDi     | SUNRED Engineering          | M RC  | +12,876           |       |          | 6        |
| 12 | 15 | ↓3  | Franz Engstler    | BMW 320si         | Liqui Moly Team Engstler    | IT    | +14,380           |       | 12       |          |
| 13 | 4  | ↓10 | Jordi Gené        | SEAT León TDi     | SR-Sport                    | M     | +15,160           |       |          |          |
| 14 | 25 | →   | Sergio Hernández  | BMW 320si         | Scuderia Proteam Motorsport | IT    | +16,347           |       | 8        |          |
| 15 | 21 | →   | Mehdi Bennani     | BMW 320si         | Wiechers-Sport              | IT RC | +16,835           |       | 6        | 5        |
| 16 | 19 | →   | Harry Vaulkhard   | Chevrolet Lacetti | bamboo-engineering          | IT RC | +18,057           |       | 5        | 4        |
| 17 | 20 | →   | Darryl O'Young    | Chevrolet Lacetti | bamboo-engineering          | IT RC | +19,737           |       | 4        | 3        |
| -  | 30 | →   | Ismaïl Sbaï       | Chevrolet Lacetti | Maurer Motorsport           | IT RC | Snurrade (varv 9) |       |          |          |
| -  | 16 | ↑1  | Andrei Romanov    | BMW 320si         | Liqui Moly Team Engstler    | IT    | Krasch (varv 7)   |       |          |          |
| -  | 26 | ↓1  | Stefano D'Aste    | BMW 320si         | Scuderia Proteam Motorsport | IT    | Drivaxel (varv 3) |       |          |          |

| Ikon | Deltar i                      | Betydelse                |
| ---- | ----------------------------- | ------------------------ |
| M    | Manufacturers' Championship   | Konstruktörsmästerskapet |
| IT   | Yokohama Independents' Trophy | Privatförarmästerskapet  |
| RC   | WTCC Rookie Challenge         | Rookiemästerskapet       |

## Race 2
Efter Andrei Romanovs krasch i race 1 hade bilen fått såpass stora skador att man inte hunnit reparera den till race 2. Därför blev det precis som i Brasilien, nämligen krasch i race 1 och ingen start i race 2 för Romanov. Inte heller Ismaïl Sbaï kom till start.
När starten gick kom inte Norbert Michelisz iväg från sin andra startposition, utan stod kvar. Ingen körde in i honom, men istället skapade det annan förvirring bland förarna. Det blev flera påkörningar och Robert Huff, Harry Vaulkhard och Sergio Hernández kanade in i muren. Hernández var den som fick värst smäll. Alla tre var tvungna att bryta. Safety Car kom ut. Darryl O'Young, som var inblandad i startsmällen, vinglade tillbaka in i depån, men kunde senare komma ut igen. Även Gabriele Tarquini hade en trasig bil. Två varv lades till och bilarna släpptes på varv sju.
Det dröjde bara ett halvt varv innan det var dags för Safety Car igen. Augusto Farfus och Alain Menu hade en tuff kamp där ingen ville ge sig. Det slutade med att Menu blev prejad in i muren, så att den böjdes. Menus bil var helt förstörd och ett däck från hans bil kom och studsade på Tarquinis motorhuv. Farfus tog sig tillbaka in i depån.
När endast ett varv återstod släpptes bilarna igen. Yvan Muller, som låg tvåa, försökte hitta luckor på Priaulx, men lyckades inte ta sig förbi. Priaulx missade lite i en chikan, kom långt ut och var millimeter ifrån att träffa muren. Han lyckades ändå hålla Muller bakom sig och vinna racet.
Det blev totalt bara runt ett och ett halvt varv i full fart. Resten var bakom Safety Car.
| P. | Nr | Av. | Förare            | Bilmärke          | Team                        | Klass | Tid             | Poäng | Poäng IT | Poäng RC |
| -- | -- | --- | ----------------- | ----------------- | --------------------------- | ----- | --------------- | ----- | -------- | -------- |
| 1  | 11 | →   | Andy Priaulx      | BMW 320si         | BMW Team RBM                | M     | 36:15,763       | 25    |          |          |
| 2  | 6  | ↑1  | Yvan Muller       | Chevrolet Cruze   | Chevrolet WTCC              | M     | +0,837          | 18    |          |          |
| 3  | 2  | ↑1  | Tom Coronel       | SEAT León TDi     | SR-Sport                    | M     | +1,228          | 15    |          |          |
| 4  | 3  | ↑2  | Tiago Monteiro    | SEAT León TDi     | SR-Sport                    | M     | +1,464          | 12    |          |          |
| 5  | 18 | →   | Fredy Barth       | SEAT León TDi     | SUNRED Engineering          | M RC  | +1,949          | 10    |          | 10       |
| 6  | 1  | ↑2  | Gabriele Tarquini | SEAT León TDi     | SR-Sport                    | M     | +2,395          | 8     |          |          |
| 7  | 17 | ↑4  | Michel Nykjær     | SEAT León TDi     | SUNRED Engineering          | M RC  | +4,555          | 6     |          | 8        |
| 8  | 4  | ↑5  | Jordi Gené        | SEAT León TDi     | SR-Sport                    | M     | +5,365          | 4     |          |          |
| 9  | 21 | ↑6  | Mehdi Bennani     | BMW 320si         | Wiechers-Sport              | IT RC | +5,916          | 2     | 12       | 6        |
| 10 | 5  | ↓8  | Norbert Michelisz | SEAT León TDi     | Zengõ-Denison Motorsport    | M RC  | +6,109          | 1     |          | 5        |
| 11 | 26 | ↑9  | Stefano D'Aste    | BMW 320si         | Scuderia Proteam Motorsport | IT    | +8,511          |       | 9        |          |
| 12 | 15 | →   | Franz Engstler    | BMW 320si         | Liqui Moly Team Engstler    | IT    | +8,940          |       | 6        |          |
| 13 | 20 | ↑4  | Darryl O'Young    | Chevrolet Lacetti | bamboo-engineering          | IT RC | +2 varv         |       | 5        | 4        |
| -  | 10 | ↓4  | Augusto Farfus    | BMW 320si         | BMW Team RBM                | M     | Krasch (varv 7) |       |          |          |
| -  | 8  | ↓6  | Alain Menu        | Chevrolet Cruze   | Chevrolet WTCC              | M     | Krasch (varv 7) |       |          |          |
| -  | 25 | ↓2  | Sergio Hernández  | BMW 320si         | Scuderia Proteam Motorsport | IT    | Krasch (varv 1) |       |          |          |
| -  | 19 | ↓1  | Harry Vaulkhard   | Chevrolet Lacetti | bamboo-engineering          | IT RC | Krasch (varv 1) |       |          |          |
| -  | 7  | ↓11 | Robert Huff       | Chevrolet Cruze   | Chevrolet WTCC              | M     | Krasch (varv 1) |       |          |          |
| -  | 30 | ↓1  | Ismaïl Sbaï       | Chevrolet Lacetti | Maurer Motorsport           | IT RC | Startade ej     |       |          |          |
| -  | 16 | ↓1  | Andrei Romanov    | BMW 320si         | Liqui Moly Team Engstler    | IT    | Startade ej     |       |          |          |

| Ikon | Deltar i                      | Betydelse                |
| ---- | ----------------------------- | ------------------------ |
| M    | Manufacturers' Championship   | Konstruktörsmästerskapet |
| IT   | Yokohama Independents' Trophy | Privatförarmästerskapet  |
| RC   | WTCC Rookie Challenge         | Rookiemästerskapet       |

## Efter
Det blev en tävlingshelg med många Safety Car-situationer och långsamt arrangörsarbete. Både i WTCC och Formel 2. Efter tävlingarna tog Gabriele Tarquini en ensam ledning i förarmästerskapet och SEAT Customers Technology leder i märkesmästerskapet.
WTCC brukar bidra till välgörenhet i samband med deras tävlingshelger. Denna gång hade man samlat in 107 cyklar till marockanska barn.